# Partido Popular Sindicalista
Partido Popular Sindicalista (PPS) foi um partido político brasileiro fundado por Miguel Reale e Marrey Júnior em 1945 e fundiu-se, no ano seguinte, com o Partido Republicano Progressista (PRP) de Adhemar de Barros e o Partido Agrário Nacional, resultando no surgimento do Partido Social Progressista (PSP).
Apesar de usar a mesma sigla, o partido não tem ligação alguma com o Partido Popular Socialista (1992), que atualmente se chama Cidadania.